# Medená kotlina
Medená kotlina ( polsky Miedziana Kotlina německy Kupferkessel, Kupferbankkar maďarsky Rézpadkatlan je dolinka nad Veľkou Zmrzlou dolinou v úseku mezi Pyšným štítem a Lomnickým štítem ve Vysokých Tatrách. Téměř po celý rok je zasněžená. Ohraničuje ji od severozápadu Veľká Zmrzlá dolina, na západě od Malé studené doliny ji odděluje severovýchodní hřeben Pyšného štítu, na jihovýchodě od Skalnaté doliny ji dělí Vidlový hřeben, na východě od Huncovské kotliny Kežmarský štít a Malý Kežmarský štít. 

## Název
Pochází z její hornické minulosti. V 18. století patřilo toto území do revíru Kežmarských ševců - zlatokopů Fábryovcov, kteří zde až po Medené lávky v severních stěnách Vidlového hřebene dolovali měď. Věřili, že jednou tu najdou i zlato. I přes veškerou snahu nebyli úspěšní. 

## Turistika
Do dolinky nevedou turistické stezky